# 传话人
《传话人》（英語：Relay）是2024年上映的美国驚悚片，由贾斯汀·皮亚塞茨基执导、编剧，大衛·麥肯齊制片，里兹·阿迈德、莉莉·詹姆斯、山姆·沃辛頓主演。电影于2024年9月8日在多倫多國際電影節全球首映。

## 故事大纲
秘密“中间人”汤姆代表腐败企业行贿，萨拉是他的潜在客户，可能需要他的保护。

## 演员
- 里兹·阿迈德 饰 汤姆 / 阿什（Tom / Ash）
- 莉莉·詹姆斯 饰 莎拉·格兰特（Sarah Grant）
- 山姆·沃辛頓
- 薇拉·費茲傑羅[2]
- 马修·马赫（英语：Matthew Maher (actor)） 饰 霍夫曼（Hoffman）
- 維克多·賈博

## 制作

### 开发
项目由贾斯汀·皮亚塞茨基编剧，原名《中介人》（The Broker），入选2019年剧本黑名单。电影由雷霆路影业的貝索·伊旺尼克、西格玛影业的吉莉安·贝里、黑熊影业的泰迪·施瓦茨曼，以及大衛·麥肯齊本人共同制片。

### 选角
2023年2月，里兹·阿迈德和莉莉·詹姆斯加盟剧组。2023年4月，山姆·沃辛頓确认加盟，媒体拍到他在纽约片场出现。

### 摄制
主体摄影于2023年4月在纽约启动。取景地也包括新泽西州。

## 反响
根据評論匯總网站爛番茄汇总的12篇评论文章，92%的评论家给予该作正面评价，平均打分为6.8分（满分10分）。在Metacritic上，根據7位影評人給予70分（滿分100分），這部電影獲得了「普遍好評」。